# رشد (دهانه)

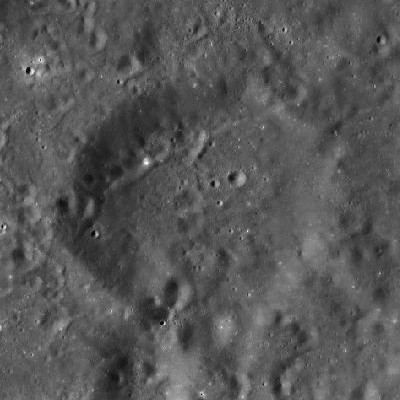
دهانه برخوردی رشد

رشد یک دهانه برخوردی در ماه‌ است.